# قائمة الأفلام المصرية سنة 1927
هذه قائمة بالأفلام المصرية لسنة 1927 مرتبة أبجديا
| اسم الفيلم      | إخراج وكتابة | بطولة | مصدر  |
| --------------- | ------------ | --- | ----- |
| قبلة في الصحراء | إبراهيم لام  | - بدر لاما - بدرية رأفت - أنور وجدي - محمود المليجي - إيفون جوين - روحية خالد - حسن كامل - إبراهيم عادل ذو الفقار. | [ 1 ] |
| ليلى            | وداد عرفي    | - إستفان روستي - عزيزة أمير - آسيا داغر                                                                            | [ 2 ] |